# Riu Ardecha
L'Ardecha és un riu de la regió del Vivarès que ha donat nom al departament per on passa (departament de l'Ardecha). És un afluent de la riba dreta de Roine. El seu afluent principal és el Chassesac. Passa engorjat per les Cevenes. Té origen dins la Selva de Masan, a Astet.